# Hemiodoecus acutus
Hemiodoecus acutus är en insektsart som beskrevs av Burckhardt 2009. Hemiodoecus acutus ingår i släktet Hemiodoecus och familjen Peloridiidae. Inga underarter finns listade i Catalogue of Life.